# Giovanni Paolo Oliva
Giovanni Paolo Oliva (4 de outubro de 1600 – 26 de novembro de 1681) foi um padre jesuíta italiano, décimo primeiro superior geral de 1654 a 1681.